# Rhododendron liliiflorum
Rhododendron liliiflorum là một loài thực vật có hoa trong họ Thạch nam. Loài này được H. Lév. miêu tả khoa học đầu tiên năm 1913.